# Šatorovići (Brčko)
Pour les articles homonymes, voir Šatorovići.
Šatorovići (en serbe cyrillique : Шаторовићи) est un village de Bosnie-Herzégovine. Il est situé dans le district de Brčko. Selon les premiers résultats du recensement de 2013, il compte 1 564 habitants.

## Géographie
Le village est situé sur les bords de la rivière Lužnica.

## Démographie

### Évolution historique de la population dans la localité
| 1948 | 1953 | 1961  | 1971  | 1981  | 1991  | 2013  |
| ---- | ---- | ----- | ----- | ----- | ----- | ----- |
| -    | -    | 1 091 | 1 247 | 1 282 | 1 238 | 1 564 |

|  |

### Communauté locale
En 1991, la communauté locale de Šatorovići comptait 1 484 habitants, répartis de la manière suivante :